# شیزوکو کاساگی
شیزوکو کاساگی (انگلیسی: Shizuko Kasagi; ۲۵ اوت ۱۹۱۴ – ۳۰ مارس ۱۹۸۵) خواننده، بازیگر اهل ژاپن بود. وی بین سال‌های ۱۹۲۷ تا ۱۹۸۵ میلادی فعالیت می‌کرد.
از فیلم‌ها یا برنامه‌های تلویزیونی که وی در آن نقش داشته‌است می‌توان به فرشته مست اشاره کرد.